# Un piccolo sogno
Un piccolo sogno (Dream a Little Dream), poi reintitolato Ricordati di sognarmi, è un film del 1989 diretto da Marc Rocco.

## Trama
Bobby Keller e Dinger, due studenti estremamente indisciplinati, si introducono senza permesso nella proprietà degli anziani coniugi Ettinger, per abbreviare il tragitto verso scuola. Per sbaglio Bobby si scontra con l'anziano insegnante Coleman Ettinger mentre stava facendo un particolare esercizio di concentrazione, portandoli il giorno seguente a trovarsi l'uno nel corpo dell'altro. I due sono così costretti a fare buon viso a cattiva sorte, cercando nel frattempo di risolvere i "problemi" presenti nelle loro nuove vite.

## Distribuzione
Negli Stati Uniti, la pellicola è stata distribuita a partire dal 3 marzo 1989 dalla Vestron Video. La pellicola ha avuto nel 1995 un seguito, dal titolo Prendi gli occhiali e scappa.